# Dale Crover
Dale Crover (* 23. října 1967, Aberdeen, Washington, USA) je americký rockový hudebník. 
Působil jako bubeník skupiny Melvins a jednu dobu hrál na bicí v Nirvaně. V Melvins hrál od roku 1984 a chvíli dokonce hrál na baskytaru ve Fecal Matter, první kapele Kurta Cobaina.